# 63 Ausonia
63 Ausonia este un asteroid din centura principală, descoperit pe 10 februarie 1861, de Annibale de Gasparis.